# Рік Коснетт
Річард Джеймс (Рік) Коснетт (англ. Richard James "Rick" Cosnett, нар. 6 квітня 1983, Чегуту, Зімбабве) – австралійський актор, який народився в Зімбабве. Найбільш відомий за ролями Веса Максфілда в серіалі The CW «Щоденники вампіра» та Едді Тоуна у «Флеш»

## Біографія
Коснетт народився 6 квітня 1983 року і виріс на фермі в Чегуту, Зімбабве.  Його родина брала участь у громадському музичному театрі, що з раннього дитинства зацікавило його акторською майстерністю. Коли йому було сімнадцять, його родина вирішила переїхати до Квінсленду, Австралія, значною мірою через земельну реформу в Зімбабве.
Коснетт навчався у Квінслендському технологічному університеті в Брисбені. Спочатку він отримав стипендію для вивчення музики, але отримав ступінь бакалавра образотворчого мистецтва з акторської майстерності.

## Особисте життя
Коснетт є двоюрідним братом Г'ю Ґранта. 13 лютого 2020 року Коснетт публічно оголосив себе геєм у своєму акаунті в Instagram.

## Фільмографія
| Рік       |    | Українська назва                 | Оригінальна назва        | Роль           |
| --------- | -- | -------------------------------- | ------------------------ | -------------- |
| 2004—2005 | с  | Слідчі-криміналісти              | Forensic Investigators   | Мел Хеншалл    |
| 2005      | с  | Мис                              | headLand                 | Бред Партрід   |
| 2006      | ф  | Парі                             | The Bet                  | Майк Босс      |
| 2007      | с  | Схід захід                       | East West 101            | Грег Смолл     |
| 2008      | кф | Терорист                         | The Terrorist            |                |
| 2008      | с  | Троянський кінь                  | The Trojan Horse         | Вілл Таллман   |
| 2008—2009 | с  | Нові винахідники                 | The New Inventors        | Винахідник     |
| 2009      | кф | Сусід                            | The Neighbour            |                |
| 2010      | кф | Слон у кімнаті                   | The Elephant in the Room | Кертіс         |
| 2012      | ф  | Час кохання                      | The Timing of Love       | Саймон         |
| 2013      | ф  | Продовжуючи ФредаContinuing Fred | Браян                    |                |
| 2013—2014 | с  | Щоденники вампіра                | The Vampire Diaries      | Вес Максфілд   |
| 2014—2023 | с  | Флеш                             | The Flash                | Едді Тоун      |
| 2015—2016 | с  | Квантико                         | Quantico                 | Еліас Харпер   |
| 2016      | с  | Касл                             | Castle                   | Віктор Краун   |
| 2017      | ф  |                                  | ZIM HIGH                 |                |
| 2017      | тф | Щасливо ніколи                   | Happily Never After      | Джош           |
| 2017      | ф  | Небо                             | Skybound                 | Метт           |
| 2018      | ф  | Ель Мірадор                      | El Mirador               | Раян           |
| 2018      | с  | NCIS: Полювання на вбивць        | NCIS                     | Шон Паркс      |
| 2019      | ф  | Ти мені манки                    | Tu me manques            | Чейз           |
| 2019      | ф  | Неправильний чоловік             | The Wrong Husband        | Деррік         |
| 2019      | кф | М'якше                           | Softer                   | Чарлі          |
| 2021      | кф | Поїхати на місяць                | To Go to the Moon        | Томас          |
| 2021      | кф | Кордон                           | The Border               | Вінс           |
| 2022      | ф  | Тихий садівник                   | Master Gardener          | Стівен Коллінз |
| 2023      | ф  | Танець плеч                      | Shoulder Dance           | Роджер         |
| 2023      | ф  | Телевізор на ліжку               | TV in Bed                | Тай Кірбі      |
| 2024      | с  | Палм Рояль                       | Palm Royale              | Том Санка      |
| 2024      | с  | 9-1-1                            | 9-1-1                    | Джуліана Енес  |